# Sfingomielinasi
Col termine sfingomielinasi vengono raggruppate alcune isoforme di enzimi che si trovano in maniera ubiquitaria in tutte le cellule eucariotiche. La loro funzione è quella di catalizzare l'idrolisi della sfingomielina nella membrana cellulare, producendo in tal modo ceramide. Questo lipide, poi, funge da secondo messaggero intracellulare soprattutto in due situazioni di importanza biologica: il differenziamento cellulare dei tessuti e la morte cellulare programmata o apoptosi.
Le varie isoforme si distinguono sia per la localizzazione subcellulare che per il pH a cui avviene in maniera ottimale la catalisi enzimatica. A tale riguardo sono riconosciute:
- due  sfingomielinasi neutre (NSMase-1 e -2) con distribuzione in vari organelli cellulari;
- una  sfingomielinasi acida (ASMase), esclusivamente localizzata nei lisosomi.

## SMasi e patologie umane
Un ruolo riconosciuto delle SMasi neutre è quello della sclerosi multipla. Sono stati riportati tre studi separati in cui nelle zone cerebrali di "malattia attiva", le cellule immunitarie delle lesioni sclerosiche hanno una esagerata attivazione della NSMasi e quindi genesi di ceramide, che diventa citotossica per gli  oligo-dendrociti, le cellule che danno origine al foglietto della mielina,e le porta a morte apoptotica.
Per tale ragione, lo sviluppo di farmaci che bersagliano le NSMasi potrebbe rivelarsi utile in molti tipi di patologia in cui la degenerazione cellulare di tipo apoptotico ha una componente fondamentale (m. di Alzheimer, m. di Parkinson, degenerazione maculare retinica, diabete di tipo I pre-clinico, ecc.). In verità, esiste un composto presente nel citoplasma cellulare che può interferire con l'azione enzimatica della NSMase: il glutatione ridotto (GSH), mentre la sua forma ossidata (GSSG) è inefficace. Questo è stato scoperto nel 1998, dal gruppo di ricerca guidato da Y. Hannun alla Duke University.
In seguito sono stati identificati altri inibitori delle NSMasi:
- l'alutenusina (derivato fenolico isolato da una specie di Penicillum, fungo microscopico)
- la  scifostatina (con struttura somigliante alla ceramide, isolato dal discomicete Trichopeziza mollissima; molto specifico)
- la  undecenil-aminoguanidina (C11-AG), sintetico e dotato anche di proprietà contro l'herpes simplex;
- il  GW-4869, sintetico e specifico per le NSMasi.

Un ruolo della ASMase è stato riconosciuto nella  patologia ischemica cerebrale ed in quella  tumorale. A livello endogeno, il lipide di membrana  fosfatidil-inositolo-3,5-difosfato (PI-3,5-P2) è un soppressore efficace dell'enzima. Esistono poi dei farmaci in grado di bloccare l'azione della ASMase:
- il  fantofarone, un calcio-antagonista con proprietà cardio-protettive;
- l'amitriptilina, antidepressivo di prima generazione;
- l'inibitore del re-uptake della serotonina  paroxetina, usato come anti-depressivo di ultima generazione;
- alcuni anti-istaminici come l'astemizolo, la cloperastina e la  terfenadina;
- il  suloctidil, usato come anti-trombotico;
- ed il farmaco anti-anginoso  fendilina